# Basílica de Getsemaní
La Basílica de Getsemaní, també coneguda com a Basílica de les Nacions o de l'Agonia, és un temple catòlic situat en la Muntanya de les Oliveres de Jerusalem, al costat de l'hort de Getsemaní. En el seu interior es troba la roca a on, segons la tradició, Jesús va resar la nit del seu arrest, després de celebrar el darrer sopar.
La basílica descansa sobre els fonaments de dos temples anteriors, una basílica romana d'Orient del segle iv, destruïda per un terratrèmol l'any 746 i una capella croada del segle xii, fou abandonada el 1345. Les obres de l'edifici actual, dissenyat per l'arquitecte Antonio Barluzzi, es van dur a terme entre 1919 i 1924 fent servir fons provinents de diferents països (d'aquí el seu apel·latiu de les nacions), els símbols de les quals apareixen en els mosaics del sostre en record de la seva contribució en la construcció. En el frontal de l'església és una façana d'estil neobizantí, amb una sèrie de pilars. Com a rematada, un mosaic mostrant simbòlicament a Jesucrist com a enllaç entre Déu i la humanitat. El sostre amb forma de bombolles, els pilars amples i el mosaic reforcen l'aparença arquitectònica romana d'Orient de l'església.
La basílica es troba regida per la Custòdia de Terra Santa de l'Ordre Franciscana, que en un gest de ecumenisme, també permet a la comunitat anglicana fer servir un altar en l'hort de Getsemaní per celebrar el seu servei religiós de Dijous Sant.